# 梅昂馬丁峰

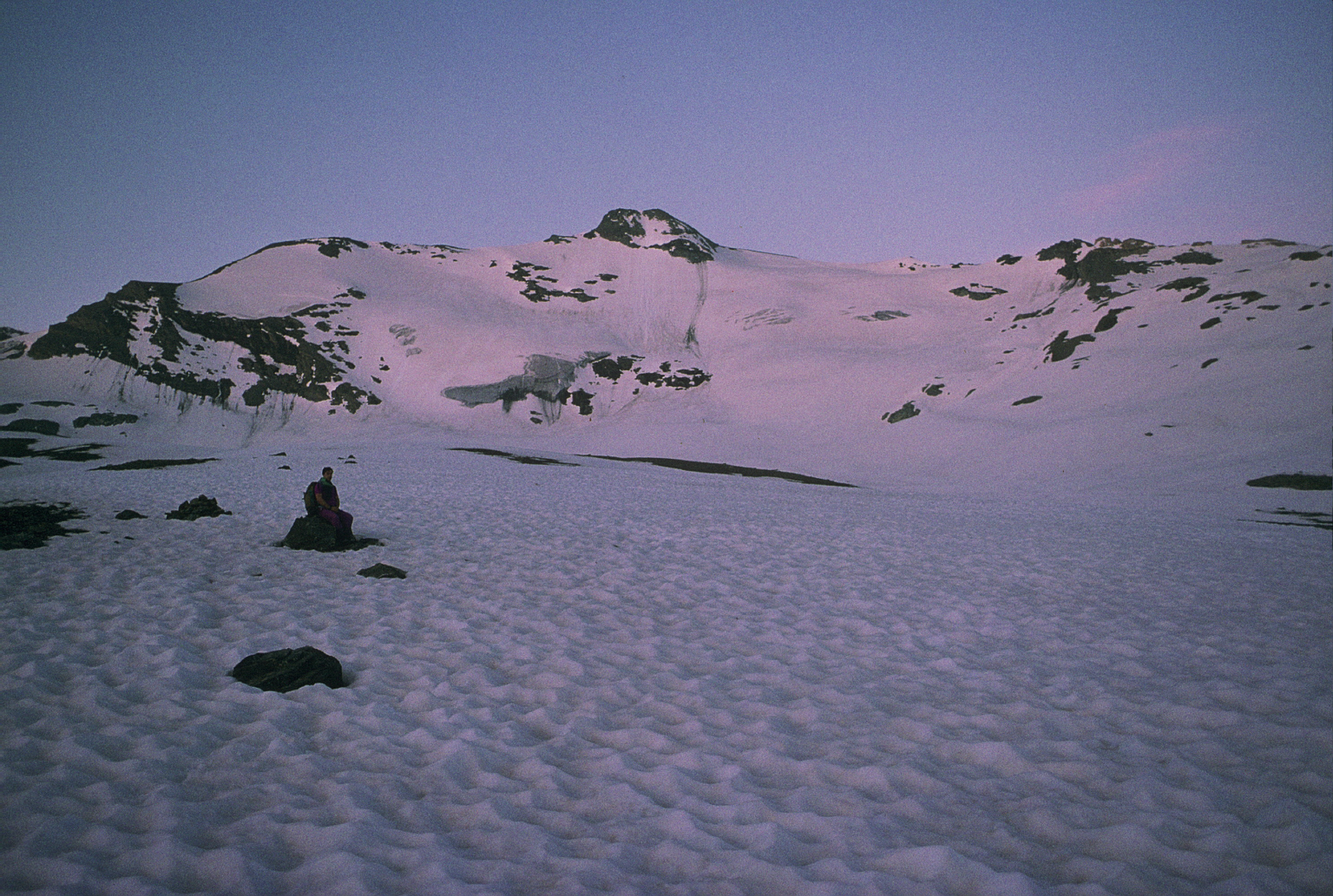

45°22′02″N 06°59′24″E / 45.36722°N 6.99000°E
梅昂馬丁峰（法語：Pointe de Méan Martin），是法國的山峰，位於該國東南部奧文尼-隆-阿爾卑斯大區，由薩瓦省負責管轄，屬於瓦努瓦斯山的一部分，海拔高度3,330米，每年平均降雨量1,287毫米。